# Philip M. Morse
Philip McCord Morse (Shreveport, Estados Unidos, 6 de agosto de 1903-Concord, Estados Unidos, 5 de septiembre de 1985) fue un físico estadounidense, administrador académico y pionero de la investigación operativa en la Segunda Guerra Mundial. Es considerado el padre de la investigación operativa en Estados Unidos.

## Biografía
Morse se graduó en física en 1926 en la Escuela Case de Ciencia Aplicada, ahora parte de la Universidad Case de la Reserva Occidental. Obtuvo su doctorado en física en 1929 en la Universidad de Princeton. En 1930, obtuvo una International Fellowship que utilizó para realizar un posdoctorado en la Universidad de Múnich bajo la dirección de Arnold Sommerfeld entre el invierno de 1930 y la primavera de 1931.
Entre la primavera y el verano de 1931, estuvo en la Universidad de Cambridge. Tras regresar a Estados Unidos, se unió al MIT.
En 1949, fue nombrado el primer director de investigación del Weapons Systems Evaluation Group, una organización fundada para realizar estudios para el Estado Mayor Conjunto de los Estados Unidos, donde sirvió durante año y medio antes de regresar al MIT en el verano de 1950. En 1956, fundó el Centro de Investigación Operativa del MIT, que dirigió hasta 1968, y en el que se otorgó el primer doctorado en investigación operativa en Estados Unidos a John Little.
Fue miembro de un comité del Consejo Nacional de Investigación dedicado a llevar la investigación operativa a la vida civil, y fue el principal impulsor de la creación de la Operations Research Society of America en 1952. Fue también presidente de la American Physical Society y de la Acoustical Society of America y miembro de la junta directiva del American Institute of Physics.
En 1946, recibió la Medal for Merit del Presidente de los Estados Unidos por su trabajo durante la guerra. En 1973, la ASA le concedió su Medalla de Oro, su mayor distinción, por su trabajo sobre la vibración.

## Trabajo

### Investigación operativa
Philip Morse realizó muchas contribuciones al desarrollo de la investigación operativa. A principios de 1942, organizó el Anti-Submarine Warfare Operations Research Group para la Armada de los Estados Unidos después de que el país entrara en la Segunda Guerra Mundial y se enfrentó al problema de los ataques de U-Boote alemanes a barcos de transporte transatlántico. «Que el grupo de Morse fue un factor importante para ganar la guerra es bastante obvio para cualquiera que sepa algo sobre los entresijos de la guerra», escribió el historiado John Burchard.
Morse es coautor junto con George E. Kimball de Methods of Operations Research, el primer libro de texto sobre investigación operativa en Estados Unidos, basado en su trabajo para la Armada. Es también autor de los influyentes Queues, Inventories, and Maintenance y Library Effectiveness. En 1968, recibió el Premio Lanchester por este último.
Morse dio la charla de apertura en el encuentro de organización de 1957 de la International Federation of Operational Research Societies. En 1959, fue presidente del primer grupo asesor sobre investigación operativa de la OTAN.

### Física
Morse tuvo también una carrera destacada en física. Entre sus contribuciones a la física están los libros de texto Quantum Mechanics (con Edward Condon), Methods of Theoretical Physics (con Herman Feshbach), Vibration and Sound, Theoretical Acoustics, y Thermal Physics. También es uno de los editores fundadores de Annals of Physics. En 1929, propuso la función de potencial de Morse para moléculas diatómicas usada a menudo para interpretar el espectro vibracional.

### Administración
En lo respectivo a roles administrativos, fue cofundador del MIT Acoustics Laboratory, primer director del Laboratorio Nacional de Brookhaven, fundador y primer director del MIT Computation Center y miembro de la junta directiva de la Corporación RAND y del Instituto de Análisis de la Defensa.
Presidió el comité asesor que supervisó la preparición del Handbook of Mathematical Functions, with Formulas, Graphs, and Mathematical Tables.